# Vinon
|  | Per a altres significats, vegeu «Vinon-sur-Verdon». |

Vinon és un municipi francès al departament de Cher (regió de Centre-Vall del Loira). L'any 2007 tenia 267 habitants.

## Demografia

### Població
El 2007 la població de fet de Vinon era de 267 persones. Hi havia 120 famílies, de les quals 44 eren unipersonals (16 homes vivint sols i 28 dones vivint soles), 40 parelles sense fills, 28 parelles amb fills i 8 famílies monoparentals amb fills.
La població ha evolucionat segons el següent gràfic:

### Habitatges
El 2007 hi havia 212 habitatges, 130 eren l'habitatge principal de la família, 64 eren segones residències i 18 estaven desocupats. 210 eren cases i 1 era un apartament. Dels 130 habitatges principals, 105 estaven ocupats pels seus propietaris, 23 estaven llogats i ocupats pels llogaters i 2 estaven cedits a títol gratuït; 4 tenien dues cambres, 23 en tenien tres, 45 en tenien quatre i 57 en tenien cinc o més. 120 habitatges disposaven pel capbaix d'una plaça de pàrquing. A 75 habitatges hi havia un automòbil i a 47 n'hi havia dos o més.

### Piràmide de població
La piràmide de població per edats i sexe el 2009 era:
| Homes | Edats   | Dones |
| ----- | ------- | ----- |
| 0     | 95 o +  | 0     |
| 0     | 90 a 94 | 0     |
| 0     | 85 a 89 | 0     |
| 8     | 80 a 84 | 4     |
| 4     | 75 a 79 | 12    |
| 8     | 70 a 74 | 4     |
| 8     | 65 a 69 | 8     |
| 12    | 60 a 64 | 12    |
| 20    | 55 a 59 | 12    |
| 4     | 50 a 54 | 12    |
| 0     | 45 a 49 | 0     |
| 24    | 40 a 44 | 4     |
| 12    | 35 a 39 | 8     |
| 4     | 30 a 34 | 12    |
| 16    | 25 a 29 | 8     |
| 4     | 20 a 24 | 8     |
| 4     | 15 a 19 | 8     |
| 4     | 10 a 14 | 8     |
| 8     | 5 a 9   | 8     |
| 0     | 0 a 4   | 12    |

## Economia
El 2007 la població en edat de treballar era de 166 persones, 113 eren actives i 53 eren inactives. De les 113 persones actives 104 estaven ocupades (59 homes i 45 dones) i 9 estaven aturades (4 homes i 5 dones). De les 53 persones inactives 27 estaven jubilades, 11 estaven estudiant i 15 estaven classificades com a «altres inactius».

### Ingressos
El 2009 a Vinon hi havia 131 unitats fiscals que integraven 274 persones, la mediana anual d'ingressos fiscals per persona era de 17.776,5 €.

### Activitats econòmiques
Dels 13 establiments que hi havia el 2007, 3 eren d'empreses alimentàries, 1 d'una empresa de fabricació d'altres productes industrials, 3 d'empreses de construcció, 1 d'una empresa de transport, 1 d'una empresa d'hostatgeria i restauració, 3 d'empreses de serveis i 1 d'una empresa classificada com a «altres activitats de serveis».
Dels 3 establiments de servei als particulars que hi havia el 2009, 1 era un guixaire pintor, 1 fusteria i 1 lampisteria.
L'únic establiment comercial que hi havia el 2009 era una carnisseria.
L'any 2000 a Vinon hi havia 12 explotacions agrícoles que ocupaven un total de 777 hectàrees.

## Equipaments sanitaris i escolars
El 2009 hi havia una escola elemental integrada dins d'un grup escolar amb les comunes properes formant una escola dispersa.

## Poblacions properes
El següent diagrama mostra les poblacions més properes.